# Nicolas Barreau
Nicolas Barreau è uno scrittore immaginario, alter ego letterario dell'editrice tedesca Daniela Thiele, a cui sono attribuiti nove romanzi d'amore, di cui otto pubblicati dalla casa editrice tedesca Thiele & Brandstätter, e uno pubblicato da Kinder Verlag. La sua fama è legata in particolare al romanzo Gli ingredienti segreti dell'amore, che ha venduto oltre un milione di copie in Germania, ed è stato al primo posto delle classifiche italiane per quattro mesi nel 2011. Sotto tale pseudonimo, Thiele si è distinta per le sue commedie romantiche, in genere ambientate in Francia.
Thiele ha iniziato a scrivere con lo pseudonimo di Nicolas Barreau negli anni Duemila, poco dopo aver fondato la casa editrice Thiele Verlag, con sede a Monaco di Baviera, insieme al marito; non avendo le risorse economiche necessarie a pubblicare romanzi di autori già noti, e non trovando proposte altrettanto interessanti di autori emergenti, Thiele decise di scrivere un libro di suo pugno; tuttavia, lo firmò con uno pseudonimo, non ritenendo "professionale" il fatto di essere l'editrice di sé stessa.
Durante la prima fase della sua carriera, la Thiele Verlag ha nascosto il fatto che Nicolas Barreau fosse uno pseudonimo, condividendo anzi alcune note pseudo-biografiche; tuttavia, nel 2012, in un articolo pubblicato su Die Welt, il giornalista e critico Elmar Krekeler ha ipotizzato per primo che l'identità dell'autore fosse falsa, osservando come diverse case editrici tedesche avessero già pubblicato romanzi scritti da autori immaginari come strategia di mercato. Una critica simile è stata mossa anche dallo scrittore Norbert Krüger, secondo cui il personaggio era stato creato dalla Thiele Verlag per sfruttare il favore di pubblico ottenuto dagli autori francesi in Germania. In seguito a queste osservazioni, la casa editrice ha rivelato ufficialmente la natura fittizia di Nicolas Barreau, senza però svelare la vera identità dell'autrice dei romanzi firmati con lo pseudonimo.
Nel maggio del 2024, è stato pubblicato il romanzo L’amica della sposa, primo volume firmato da Nicolas Barreau edito da una nuova casa, la Kinder Verlag. Durante la promozione del libro, l'editrice tedesca Daniela Thiele si è ufficialmente presentata al pubblico con la sua vera identità, prima in un'intervista concessa a Repubblica, e poi durante il Salone del Libro di Torino.

## Pseudo biografia
Secondo le note biografiche riportate dall'editore, Barreau sarebbe nato a Parigi nel 1980, da madre tedesca e padre francese. Laureatosi alla Sorbonne in Lingue e letterature romanze, avrebbe lavorato in una libreria sulla Rive Gauche prima di dedicarsi alla scrittura.

## Opere
- Con te fino alla fine del mondo (Du findest mich am Ende der Welt) (2008), Feltrinelli, ISBN 978-88-07-88284-5
- Gli ingredienti segreti dell'amore (Das Lächeln der Frauen) (2010), Feltrinelli, ISBN 978-88-07-88147-3
- Una sera a Parigi (Eines Abends in Paris), Feltrinelli, Milano, 2013, ISBN 978-88-07-03061-1
- La ricetta del vero amore, Feltrinelli, Milano, 2014, ISBN 88-07-03090-X
- Parigi è sempre una buona idea, Feltrinelli, Milano, 2015, ISBN 978-88-07-03155-7
- La tigre azzurra, Feltrinelli, 2016
- Il caffè dei piccoli miracoli, Feltrinelli, 2017
- La donna dei miei sogni (Die Frau meines Lebens), Feltrinelli, 2018
- Lettere d’amore da Montmartre, Feltrinelli, 2019
- Il tempo delle ciliegie, Feltrinelli, 2021, ISBN  978-88-07-03455-8
- L’amica della sposa, Feltrinelli, 2024